# Giamaica ai Giochi della XXXIII Olimpiade
La Giamaica ha partecipato ai Giochi della XXXIII Olimpiade, svoltisi a Parigi dal 26 luglio all'11 agosto 2024, con una delegazione di 70 atleti, 37 uomini e 33 donne, in 4 discipline.
I portabandiera alla cerimonia di apertura sono stati Josh Kirlew e Shanieka Ricketts.

## Medagliere

### Medaglie
| Medaglia | Nome              | Sport            | Evento                    |
| -------- | ----------------- | ---------------- | ------------------------- |
| Oro      | Rojé Stona        | Atletica leggera | Lancio del disco maschile |
| Argento  | Shanieka Ricketts | Atletica leggera | Salto triplo femminile    |
| Argento  | Kishane Thompson  | Atletica leggera | 100 metri piani maschili  |
| Argento  | Wayne Pinnock     | Atletica leggera | Salto in lungo maschile   |
| Bronzo   | Rajindra Campbell | Atletica leggera | Getto del peso maschile   |
| Bronzo   | Rasheed Broadbell | Atletica leggera | 110 metri ostacoli        |

## Delegazione
| Sport            | Uomini | Donne | Totale |
| ---------------- | ------ | ----- | ------ |
| Atletica leggera | 34     | 32    | 66     |
| Judo             | 1      | 0     | 1      |
| Nuoto            | 1      | 1     | 2      |
| Tuffi            | 1      | 0     | 1      |
| Totale           | 37     | 33    | 70     |